# Under Havet
|  | Denne artikel er oprettet af botten Steenthbot ud fra en ekstern database. Den kan derfor have sproglige fejl eller mangler. Denne skabelon kan fjernes efter kontrol af indholdet. |

Under Havet er en dansk dokumentarfilm fra 2022 instrueret af Jannik Splidsboel.

## Handling
Efter mange år med krig, naturkatastrofer og blodige revolutioner verden over, gør Nanna Kreutzmann op med sit tidligere liv som fotojournalist i kriseramte områder. Nu kæmper hun med at genfinde sin indre ro under havets overflade. På en sanselig rejse gennem smukke æstetiske undervandsbilleder lukker Nanna Kreutzmann overfladens larm ude, og viser os, hvordan havet omfavner og beroliger sindet. UNDER HAVET er et inspirerende portræt af en enestående kvinde og hendes fordybende fortælling om havet som hendes tilflugtssted.